# Talsperre Rajjaprabha
Die Talsperre Rajjaprabha ist eine Talsperre mit Wasserkraftwerk im Landkreis Ban Ta Khun, Provinz Surat Thani, Thailand. Sie staut den Khlong Saeng zum Chiao-Lan-See auf. 
Die Talsperre dient der Stromerzeugung. Mit ihrem Bau wurde im Februar 1982 begonnen; sie wurde im September 1987 fertiggestellt. Die Talsperre ist im Besitz der Electricity Generating Authority of Thailand (EGAT) und wird auch von EGAT betrieben.

## Absperrbauwerk
Das Absperrbauwerk ist ein Steinschüttdamm mit Tonkern und einer Höhe von 94 m. Die Länge der Dammkrone beträgt 761 m. Die Hochwasserentlastung befindet sich ca. 200 m vom Hauptdamm entfernt auf seiner rechten Seite. Links vom Hauptdamm liegt ein Nebendamm.

## Stausee
Beim maximalen Stauziel erstreckt sich der Stausee über eine Fläche von rund 185 km² und fasst 5,639 Mrd. m³ Wasser. Der Stausee liegt im Nationalpark Khao Sok.

## Kraftwerk
Die installierte Leistung des Kraftwerks beträgt mit drei Francis-Turbinen 240 MW. Das Maschinenhaus befindet sich am Fuße der Talsperre auf der rechten Seite des Hauptdamms.